# Wess et Dori Ghezzi
Wess et Dori Ghezzi, stylisé Wess & Dori Ghezzi, est un duo italien de pop, actif entre 1972 et 1979. Il est formé au début des années 1970 par la chanteuse italienne Dori Ghezzi et l'afro-américain Wess Johnson, ancien bassiste dans l'orchestre rhythm and blues de Rocky Roberts.

## Histoire
C'est en 1972 que les deux artistes, issus de la même écurie discographique, sont réunis pour interpréter Voglio stare con te, la version italienne de United We Stand (en), un standard anglais des Brotherhood of Man sorti deux ans avant. Le succès du 45 tours est tel que la maison de disques propose à Dori Ghezzi et Wess Johnson de poursuivre l'expérience et de la concrétiser par une participation au festival de Sanremo 1973. La chanson en compétition, intitulée Tu nelle mia vita, arrive en finale et se classe 6e. Le public ne suivant pas le choix du jury, la ballade connaîtra un grand succès et se vendra mieux que les autres titres en compétition.
1974 sera l'année de la victoire : grâce à la chanson Un corpo e un anima, le duo remporte la dernière édition de Canzonissima (1974/'75), la principale émission de variétés de la RAI. Le morceau, composé en partie par Umberto Tozzi, devient un classique de la chanson italienne des années 1970.
Le couple à la scène accumulant les succès, la télévision publique italienne envisage de propulser Dori Ghezzi et Wess sur la scène internationale. C'est ainsi qu'ils sont désignés pour défendre les couleurs de l'Italie au Concours Eurovision de la chanson 1975, qui se déroulait le 29 mars à Stockholm. La chanson en lice, intitulée Era, est pointée parmi les favoris des bookmakers. Elle se classe finalement troisième avec 115 points, derrière les Pays-Bas et le Royaume-Uni.
C'est en 1976 que le duo se présente pour la seconde fois au festival de Sanremo avec Come stai, con chi sei et arrive deuxième en finale, derrière Peppino di Capri. Ce sera le dernier succès notable partagé par les deux artistes qui se séparent peu après pour poursuivre une carrière solo.
Wess décède subitement le 21 septembre 2009 à l'âge de 64 ans, à cause d'une crise d'asthme, à l'hôpital de Winston,. 

« Je me souviens de la période où nous étions ensemble, l'une de plus belles et amusantes de mon travail. Il était une personne exquise et un bassiste, peut-être pas conscient de ses grandes possibilités. Si je peux me définir comme une professionnelle, je lui dois ce que j'ai appris du métier; il était l'artiste, j’étais la choriste. »

— Dori Ghezzi, Il Giornale

## Discographie

### Albums studio
- 1995 - Wess & Dori - I nostri successi
- 1997 - Wess & Dori - Gli anni d'oro
- 2000 - Wess & Dori Ghezzi - I grandi successi originali (Double CD, série Flashback)
- 2005 - Wess & Dori Ghezzi (album double)

### 33 tours
- 1973 - Wess & Dori Ghezzi
- 1975 - Un corpo e un'anima
- 1975 - Terzo album
- 1976 - Amore bellissimo
- 1976 - I nostri successi
- 1977 - Insieme
- 1979 - In due
- 2000 - Tu nella mia vita

### 45 tours
- 1972 - Voglio stare con te/There's Gonna Be a Revolution[6],[7]
- 1973 - Tu nella mia vita/Sentimento, sentimento
- 1973 - Noi due per sempre/Se mi vuoi ancora bene
- 1973 - Canto d'amore di Homeide/Tenendoci per zampa
- 1974 – Aspetti un bambino/Io ti perdo[6],[7]
- 1974 - Un corpo e un'anima/Sempre tu
- 1975 - Il mio problema/Voglio tutto da te
- 1975 - Era/...e siamo qui
- 1975 - È l'amore che muore/Tutto bene
- 1975 - Uomo e donna/Cielo
- 1975 – Vestiti usciamo/Guarda[6],[7]
- 1976 – Importante/Anvedi chi c'è[6],[7]
- 1976 - Come stai, con chi sei/Più ti voglio bene, più te ne vorrei
- 1976 - Amore bellissimo/La sola cosa che ho
- 1977 - Canzone a Leopardi/Come la prima sera
- 1979 - Aria pura/Ore 10
- 1981 - Con te bambino/Cybernella

## Participations
- 1973 : Tu nella mia vita - 6e place (1re place dans les ventes) (festival de Sanremo)
- 1976 : Come stai, con chi sei - 2e place (festival de Sanremo)
- Stockholm 1975 : Era - 3e place (Concours Eurovision de la chanson)